# Limeum praetermissum
Limeum praetermissum är en tvåhjärtbladig växtart som beskrevs av Charles Jeffrey. Limeum praetermissum ingår i släktet Limeum och familjen Limeaceae. Inga underarter finns listade i Catalogue of Life.